# Polygonum brasiliense
Polygonum brasiliense là một loài thực vật có hoa trong họ Rau răm. Loài này được K. Koch miêu tả khoa học đầu tiên năm 1849.